# 강만우
강만우(姜晩寓, 1959년 5월 30일 ~ )은 대한민국의 한국기원 소속의 바둑 기사이다. 오래전부터 본원 연구생 지도사범을 역임했으며, 제자로 목진석과 백대현이 있다. 이후 2019년 포항으로 이주하여 제2의 인생을 하고 있다. 

## 약력
충암고 시절 제8회 전국고교생 아마추어 바둑대회에서 준우승했고, 1978년에 입단했다. 1983년 박카스배 본선과 1985년 신왕전 본선에 진출했다. 1989년 제1기 기성전 본선과 1990년 신왕전, 최고위전, 바둑왕전 본선에도 올랐다. 1991년 바둑왕전 본선과 1992년 국기전, 패왕전 본선, 1993년 국기전, 제왕전 본선에도 진출했다. 1996년 제5기 SBS배 연승바둑최강전 본선에 진출했고, 1997년 8단을 거쳐 2005년 9월에 9단으로 승단하였다. 2007년 10월, 제9회 맥심커피배 입신최강 본선과 2008년 9월 제10회 맥심커피배 입신최강 본선 1회전에 진출했다.